# إرفين يوهانس بوفين
إرفين يوهانس بوفين de:Erwin Johannes Bowien (* 3 سبتمبر/أيلول 1899 في مولهايم أن دير رور؛ † 3 ديسمبر/كانون الأول 1972 في ڤايل أم راين) كان فنانًا تشكيليًا وكاتبًا وشاعرًا ألمانيًا.

## السيرة الذاتية
وُلد إرفين بوفين ابنًا للمهندس المعماري والمدير التجاري لاحقًا لميناء الراين في ڤايل أم راين إريش بوفين وزوجتِه آنا ماريا، من مواليد نويفيلدت من إلبلاج في بروسيا الشرقية. نشأ في برلين تشارلوتنبرغ وترعرع بعد ذلك في نيوشاتل في سويسرا. أنشأ بوفين صداقةً مع إريك ثيبود، الذي مكَّنه في عام 1948 من العودة إلى سويسرا بعد الحرب العالمية الثانية.
تلَّقى بوفين تدريبه الفنيَّ الأولَ في مدرسة الفنون التطبيقية في نيوشاتل على يد ويليام راسين. ودعِّم صانعُ الشوكولاتة السويسري كارل روس سوخارد الشابَ بوفين واقتنى العديدَ من لوحاته.
تجنَّد بوفين في عيد ميلاده الثامن عشر بصفته مواطنًا ألمانيا وتعيَّن عليه في عام 1917/1918 المشاركة كمترجمٍ فوريّ في إحدى وحدات التصنُّت في الحرب العالمية الأولى. وخلال هذه الفترة، أنتج العديدَ من الإبداعات، من بينها رسومات ولوحات بألوان مائية للجبهة في غابة أرغون. وسُرِّح من الخدمة في عام 1919 في هانوفر.
التحق بوفين بعد الحرب بدايةً بدوراتٍ مسائية في مدرسة الفنون التطبيقية في هانوفر. وأعقب الدراسةَ في أكاديمية الفنون الحكومية في ميونيخ على يد الأستاذ روبرت إنجيلز في عام 1920–1921 بدراسةٍ في أكاديمية الفنون في دريسدن على يد الأستاذ ريتشارد مولر  في عام 1922، والتحق بعد ذلك بتدريبٍ للعمل مُدرِّسًا للرسم في مدرسة الفنون الحكومية برلين شونيبيرج على يد فيليب فرانك مع تلّقي دروسٍ في تاريخ الفن لدى أوسكار فيشل. ونجح بوفين في امتحانات المُدرِّس الحِرَفيّ في عام 1923 في دوسلدورف، وخاض في السنوات التالية رحلاتٍ فنية إلى كاسل، وآخن، وهامبورغ، ولوبيك، وكارلسروه، وفرايبورغ إم برايسجاو، وبازل، وكونيغسبرغ وهيلدسهايم، ولاحقًا إلى براغ وفيينا (1928)، وكذلك أعالي إيطاليا (1929).
عمل بوفين في البداية مُدرِّسًا في المدرسة الثانوية العملية في هيشينجن في أراضي هوهنتسولرن، وعمل بعد ذلك في الفترة من 1925 حتى 1932 في زولينغن مُعلِّم رسم في المدرسة الثانوية شيفرت شتراسه، حيث كان أحد تلاميذه هناك الرئيس الاتحادي فيما بعد فالتر شيل. ألقى خلال هذه السنوات أكثرَ من 100 محاضرة حول موضوعاتٍ متعلّقة بتاريخ الفن في مركز تعليم الكبار المحلي. وكُلِّف علاوةً على ذلك بمهمة تسجيل جميع عمليات العمل في مصنع تسيفلينجسفيرك في زولينغن من خلال رسوماتٍ توضيحية. وبسبب قرارات الطوارئ في برونينغ، اضطر إلى ترك العمل في المدرسة. في هذا الوقت، كان يتردد بانتظام على الصالون الفني والأدبي لإرنا وهانس هاينن، حيث نشأت صداقةٌ طويلةُ الأمد مع العائلة. وأصبحت ابنةُ العائلة هاينن، بتينا هاينن عياش (1937–2020) أهم تلميذةٍ له في تعلُّم الرسم.

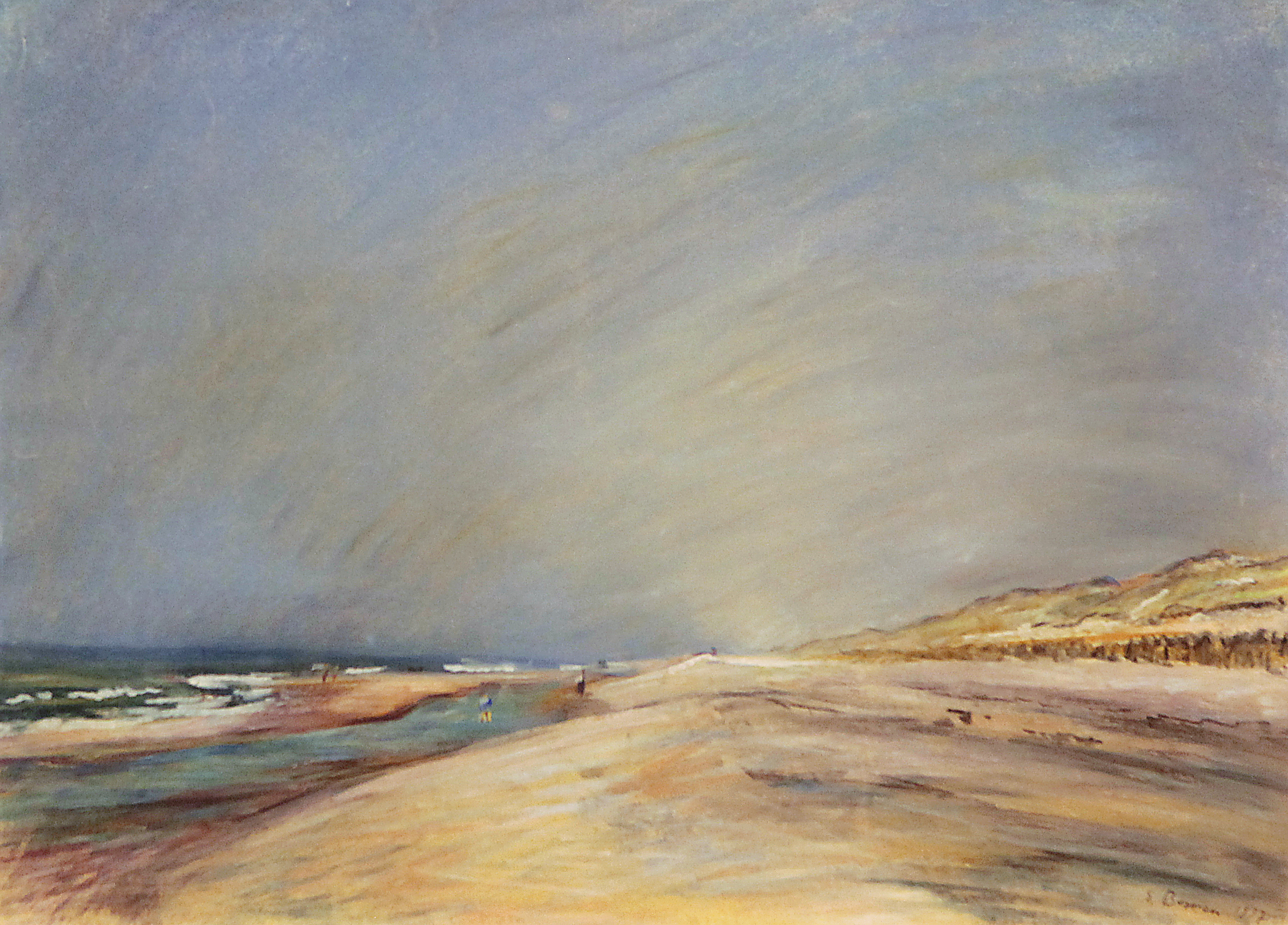
إجموند آن زيه (1937)

عاش بوفين في السنوات من 1932 حتى 1942 كفنانٍ مستقل في إجموند آن دن هوف، شمال هولندا، في المنزل السابق للفيلسوف رينيه ديكارت. وبعد فصله من العمل كمدرس، سافر في البداية إلى أمستردام فقط لزيارة معرض رامبرانت هناك، ولكنه مكث بعد ذلك في هولندا. وكان أهم تلميذ له في الرسم هو ديرك أوديس. وخاض بوفين في عام 1934 رحلةً كبيرة في شمال إفريقيا إلى ليبيا، وتونس، والجزائر، والمغرب برفقة تاجر جملة للأخشاب قام بتمويل الرحلة وحصل في المقابل بعد ذلك على نصف الأعمال، التي أُبدعِت. عانى بعد ذلك ولفترةٍ طويلة من متاعب الرحلة. رسم بوفين بجانب المناظر الطبيعية العديدَ من لوحات الصور الذاتية والصور العائلية للأثرياء الهولنديين. وحصل المتحفُ الفريزيُّ الغربيُّ في هوورن على لوحاتٍ لبوفين،، ومن خلال الإهداءات وصلت لوحاتٌ أخرى إلى حيازة متحف ريجكس في أمستردام، وأرشيف المحفوظات الملكية في لاهاي، والأرشيف الإقليمي ألكمار وأبرشية شورل.
فأشار بوفين في سيرته الذاتية فقط إلى أن "الاستيلاء على السلطة" من قبل النازيين كان هو السبب في عدم عودته إلى ألمانيا - فالسياسة سبَّبت له "عذاباتٍ جديدة" كل يوم، حسب قوله. "لذلك كان هناك شيءٌ من الصراخ يحوم في اللوحات التي كنتُ أرسمها آنذاك. فلم يكن من الممكن أن يكون البحر برّيًا بما يكفي بالنسبة لي، ولم تكن الغيومُ مظلمةً بما يكفي." وبعد احتلال هولندا من قبل القوات المسلحة النازية الألمانية سُجن لمدة ثلاثة أيام في ألكمار. ونظرًا لأنه لم يعد بمقدوره كسب المال بسبب الوضع السياسي، عاد إلى ألمانيا بقلبٍ حزين. ترك 35 من أعماله في رعاية تاجر فنون في لاهاي، وصارت بعد ذلك في عداد الأعمال المفقودة. وانتقل في البداية لمدة ستة أشهر إلى عائلة هاينن في زولينغن، حيث أبدع هناك في شتاء 1942 سلسلةً من المناظر الحضرية للمدينة بالألوان المائية، وكانت آخر دورة من اللوحات الفنية للمدينة قبل تدميرها في نوفمبر/تشرين الثاني 1944.
كانت المحطة الأولى لبوفين هي أوغسبورغ. ونظرًا لعدم وجود إطارات ولا لوحات قماشية متاحة للشراء بسبب الحرب العالمية الثانية، توصَّل بوفين إلى فكرة شراء صور ذاتية للقائد النازي والمعروضة في كل مكان، ولوحات الدعاية النازية الرسمية، ورسم مناظر طبيعية لمدينة أوغسبورغ عليها بعد طلائها بطبقة بطانة جديدة. لاقت اللوحاتُ رواجًا، إلا أن أحدَهم وشى به إلى البوليسِ السريِّ النازيَ "جستابو"، فصُدرت لوحاتُه في أوغسبورغ عام 1943 بتحريضٍ من غرفة ثقافة الرايخ، ودُمِّرت ما يزيد على 30 لوحة لبوفين من جراء تأثير الحرب. هرب دون أوراقٍ صالحة، وخصوصًا شهادة الخدمة العسكرية، إلى آلجوي نحو كرويتستهال أيزنباخ (وهي اليوم إحدى ضواحي إيزني). وهناك كتب مذكراته الحربية Les heures perdus du Matin ("ساعات الصباح الضائعة")، وساعد في إخفاء أسير حرب فرنسي هارب.
عاد إرفين بوفين إلى زولينغن بعد نهاية الحرب، حيث عاش بدءًا من عام 1950، بالتناوب بينها وبين مسقط رأسه في ڤايل أم راين. خاض كذلك رحلات رسمٍ أخرى، داخل ألمانيا، وإلى سويسرا، وإلى جنوب السويد والنرويج (وهناك اشترى كذلك كوخَ "بتينا بو" في جزيرة ألستين)، وباريس، والجزائر (لزيارة بتينا هاينن عياش)، وفنلندا، وجنوب فرنسا. في 28 يوليو/تموز 1970، تزوَّج من إنكن شتروهماير، من مواليد فوجت. وفي 3 ديسمبر/كانون الأول 1972، تُوفِّي إرفين بوفين في ڤايل أم راين ودُفن هناك أيضًا. وظل قبره بمثابة قبر شرف لمدينة ڤايل أم راين. واُقتنيت لوحاتُ الفنان من قِبل وزارة الثقافة بولاية شمال الراين ويستفاليا، ومن قِبل متحف نوردفريزلاند (نيسنهاوس) في هوسوم، ومن قِبل متحف الدول الثلاث (سابقًا متحف موزيوم أم بورجهوف) في لوراخ، ومن قِبل متحف التاريخ المحلي بمنطقة شبرنجه وكذلك المجموعات الفنية الحضرية لمدن هانوفرش موندين وزولينغن وڤايل أم راين.
في 20. في أكتوبر 1976، تأسست دائرة أصدقاء إروين بوين في متحف بليد الألماني في سولينغن. خامسا تأسست.

## المعارض
- 1917 نيوشاتل (نوينبورغ)، سويسرا. معرض في جاليري روز دي أور "Rose d´Or".[15]
- 1927 زولينغن، ألمانيا. المعرض الأول في قاعة جمعية كازينو زولينغن[10]
- 1928 زولينغن، ألمانيا. المعرض الأول في قاعة جمعية كازينو زولينغن[10]
- 1929  زولينغن، ألمانيا. المعرض الأول في قاعة جمعية كازينو زولينغن.[15]
- 1933  حتى 1941 هولندا: معارض في هوورن، وإجموند، وجورينشيم، وشورل، ولاهاي.[15]
- 1947 حتى 1959 زولينغن، ألمانيا. المشاركة في "المعارض الفنية الجبلية" في متحف كلينجن الألماني.[10]
- 1951  هوسوم، ألمانيا. معرض في متحف نورد فريزلاند (نيسنهاوس).[15]
- 1954 برن، سويسرا. معرض في جاليري بيت الضيق الداخلي "Haus der Inneren Enge" (2-31 مايو/أيار). كلمة الافتتاح دكتور أستاذ متقاعد فاليت فون كاستلبرج.[15]
- 1957  هوسوم، ألمانيا. معرض في متحف نورد فريزلاند (نيسنهاوس). الشراء من خلال المتحف.[10]
- 1957 كوبنهاجن، الدنمارك. معرض في النادي الألماني. الافتتاح من قبل الملحق الثقافي بالسفارة الألمانية، د. أوبرماير.[10]
- 1958 زولينغن، ألمانيا. معرض في أروقة "جريدة الراين الجديدة".[10]
- 1958  هانوفرش موندين، ألمانيا. معرض في قلعة فيلفنشلوس بمناسبة إعادة افتتاح المتحف الوطني.[10]
- 1958 كوبنهاجن، الدنمارك. المعرض الثاني في النادي الألماني.[10]
- 1960 زولينغن، ألمانيا. أُقيم معرضٌ استرجاعيٌّ في متحف كلينجن الألماني في زولينغن في الفترة من 17 يناير/كانون الثاني حتى 28 فبراير/شباط 1960 بمناسبة عيد الميلاد الستين لإرفين بوفين.
- 1962   برن، سويسرا. معرض في جاليري شنايدر.[10]
- 1964 باريس، فرنسا. معرض في جاليري دونكان (2 - 16 أكتوبر/تشرين الأول)[10]
- 1965  أو / سانت جالين، سويسرا. معرض في جاليري "تسول شتراسه"(04.24-05.02).[10]
- 1967 ڤايل أم راين، ألمانيا. معرض في دار التربية القومية (09.23-10.01). العديد من عمليات الشراء من قبل المتحف في فناء القلعة في لوراخ ومن قِبل مدينة ڤايل أم راين.[10]
- 1968 فرايبورج إم برايسجاو، ألمانيا. معرض في دار البلدية (أبريل/نيسان – مايو/أيار).[10]
- 1968 باد زيكينجين، ألمانيا. معرض في قصر ترومبيتر شلوس (1-12.22)، من تنظيم الجمعية الفنية هوخ راين.[10]
- 1969 فرايبورج إم برايسجاو، ألمانيا. معرض استرجاعي في دار البلدية، بمناسبة عيد الميلاد السبعين، من تنظيم اتحاد الفنانين التشكيليين.[10]
- 1970 زولينغن، ألمانيا. معرض في متحف كلينجن الألماني.[10]
- 1971 ڤايل أم راين، ألمانيا. معرض في دار التربية القومية.[10]
- 1873 شبرنجه/دايستر، ألمانيا. بعد الوفاة. معرض في المتحف الوطني (08.25-1973.09.30)[10]
- 1974  ڤايل أم راين، ألمانيا. بعد الوفاة. معرض في المنزل السابق لبوفين (01.02-1974.01.14).[10]
- 1974 الرباط، المغرب، بعد الوفاة، معرض في معهد جوته (04.-1974.12.14). تم افتتاحه من قبل السفير الألماني، د. هندوس[10]
- 1975 ڤايل أم راين، ألمانيا، بعد الوفاة. معرض في دار التربية القومية (03.-1974.05.11).[10]
- 1975 زولينغن، ألمانيا، بعد الوفاة. معرض في متحف كلينجن الألماني (05.15-1975.07.13)[10]
- 1976 جلادبيك (مدينة بوتروب)، ألمانيا، بعد الوفاة. معرض في قصر فاسرشلوس فيترينجن (03.14-04.25)[10]
- 1977  برن، سويسرا، بعد الوفاة. معرض في جاليري دو آرت مونستر (01.25 حتى 1977.02.15).[10]
- 1977 الجزائر العاصمة، الجزائر، بعد الوفاة. معرض في جاليري محمد راسم (11.15 حتى 11.26).[10]
- 1978 بوخشلاج درايأيش، ألمانيا، بعد الوفاة. معرض في قاعة المواطنين (06-1978.09.17).[10]
- 1980 ريمشايد، ألمانيا، بعد الوفاة. معرض في المتحف الوطني للمدينة ريمشايد هاستن (07.06-1980.08.24)[10]
- 1982  زولينغن، ألمانيا، بعد الوفاة. متحف كلينجن الألماني (11-1982.09.26). الموضوع: البلد الجبلي.[10]
- 1984   ڤايل أم راين، ألمانيا، بعد الوفاة. جاليري المدينة شتابفلهوس (03.15-1984.04.08)[10]
- 1984 زولينغن، ألمانيا، متحف كلينجن الألماني (08.19-1984.10.07). الموضوع: تصوير نهر الراين من منابعه حتى مصباته.[10]
- 1985 الجزائر العاصمة، الجزائر، بعد الوفاة. معرض في معهد جوته (19 حتى 11.30)[10]
- 1986 زولينغن، ألمانيا. بعد الوفاة. معرض في بنك إدخار مدينة زولينغن (09.16-10.16). الموضوع: هولندا[10]
- 1986 ڤايل أم راين، ألمانيا، بعد الوفاة. بنك الادخار مارك غرفلر لاند (11.10-12.02).
- 1988 ڤايل أم راين، ألمانيا، بعد الوفاة. بنك الادخار مارك غرفلر لاند (08.23-09.16). الموضوع: مثلث الدول الثلاث[10]
- 1988 ريمشايد، ألمانيا، بعد الوفاة. معرض بقاعة المسرح (09.11-10.23)[10]
- 1991 زولينغن، ألمانيا، بعد الوفاة. بنك ادخار مدينة زولينغن (09.10-10.04) الموضوع: صور ولوحات بورتريه لمواطني زولينغن.
- 1996 زولينغن، ألمانيا، بعد الوفاة. المتحف الجبلي، قلعة بورج أن دير فوبر (09.22-10.20)[10]
- 1999 زولينغن، ألمانيا، بعد الوفاة. متحف بادن (10.03-11.15).[10]
- 1999 ڤايل أم راين، ألمانيا، بعد الوفاة. جاليري المدينة شتابفلهوس (11.20 حتى 1999.12.19).[10]
- 2006 زولينغن، ألمانيا، بعد الوفاة. معرض في جاليري ليبرال (08.26-10.06).[16]
- 2012–2013 إيزني، أيزنباخ، ألمانيا، بعد الوفاة. معرض في هاوس تانّي. الموضوع: إرفين بوفين في كرويتستهال - أيزنباخ.[16]
- 2013–2014 ڤايل أم راين، ألمانيا، بعد الوفاة. في الفترة من 13 أكتوبر/تشرين الأول 2013 حتى 27 يوليو/تموز 2014 استقبل متحف أم ليندنبلاتس بمدينة ڤايل أم راين معرضًا استرجاعيًا للرسام.[17][18]
- 2014 زولينغن، ألمانيا، بعد الوفاة. معرض استرجاعي في متحف الفن زولينغن (08.10-2014.09.14).[16]
- 2015 جورجيس مارينهوته، ألمانيا، معرض استرجاعي في متحف فيلا شتاهمر (10.14-2015.11.15).[16]

## الأعمال
- اللعبة الجميلة بين الروح والعالم – حياتي كرسام (بالألمانية: Das schöne Spiel zwischen Geist und Welt – Mein Malerleben). (سيرة ذاتية). نشرتها بتينا هاينن عياش وجمعية دائرة أصدقاء إرفين بوفين، جمعية مسجلة، زولينغن 1995، ISBN 3-88234-101-7.
- ساعات الصباح الضائعة، يوميات رسام، جبال الألب البافارية، 1944-1945 (بالفرنسية: Heures Perdues du Matin, Journal d’un Artiste Peintre, Alpes Bavaroises, 1944–1945). نشرها برنارد تسيمرمان. دار لو هارمتان، باريس 2000 ISBN 2-7475-0040-3 .

## الأدبيات
- هانس يعقوب دريسيا: إرفين يوهانس بوفين "مقدمة إلى عمل الرسام"، زولينغن، غير مؤرخ.[10]
- مجهول: إرفين ي. بوفين، زولينغن، 60 عامًا كتالوج معارض متحف كلينجن الألماني زولينغن من 17 يناير/كانون الثاني حتى 28 فبراير/شباط 1960.[19]
- هانز كارل بيش: إرفين بوفين. الناشر: بتينا هاينن عياش وجمعية دائرة أصدقاء إرفين بوفين، جمعية مسجلة، الطبعة الأولى. زولينغن 1981[10]
- ف. ف. كوومان: "دائرة أصدقاء" إرفين بوفين، في "شاكلس" N°05، 1981. بيرجن.
- هانز كارل بيش: حياة ووجود وأعمال إرفين بوفين (1899 مولهايم/رور– 1972 ڤايل أم راين) زولينغن، 1986.[10]
- أ. ديتس: إرفين بوفين، المعلم بقلم الرسم، في: مارك غرفلر لاند، 1986، ص. 200 وما يليها.[20]
- ديانا ميليز: إرفين بوفين، صور ولوحات بورتريه لمواطني زولينغن. زولينغن، 1991.[10]
- العمل الوثائقي الفنان التشكيلي بوفين في نهاية العالم لراديو بافاريا، تم إذاعته يوم الأحد، 6 مايو/أيار 2012[21][22]
- رودي هولتسبرجر: سحر أديليج: نقطة الهروب في آلجوي – إرفين بوفين في كرويتستهال. دار النشر أديليج، أيزنباخ 2013، ISBN 978-3-00-042789-3 .
- بيتينا هاينن عايش (الناشر): إرفين بوفين 1899–1972 سجل الأعمال – كتالوج رايزونيه – نظرة عامة على الأعمال. دار النشر يو فورم، زولينغن 1999، ISBN ISBN 3-88234-103-3 .
- جمعية دائرة المتحف، جمعية مسجلة، والمدن. متحف أم ليندنبلاتس في ڤايل أم راين (الناشر): بين الروح والعالم. إرفين بوفين، كتيب مصاحب للمعرض. 2013.10.13 حتى 2014.07.27. متحف المدينة أم ليندنبلاتس. ڤايل أم راين.
- سيتزي فان دير زي: لقد نجونا. آخر شهود عيان للاحتلال الألماني، بروميثيوس، أمستردام 2019، ISBN 978-90-446-3842-4 .
- بيتر ج.هـ. فان دن برج. رسامي إجموند. دبليو بوكس، زفوله 2021، النظام القياسي الدولي لترقيم الكتب، ISBN 978 94 625 83931 .
- كلاوديا شونينج كاليندر: إرفين بوفين: فنان مُستعمِر ورسام مسافر ومؤرِّخ. في: مجلة الفنون آرت بروفيل (Art Profil)، ص. 28–31، العدد رقم 146-2022.
- كريستينا شتريكفوس: مستعمرة الفنانين وشاهد عيان في الوقت نفسه. "المنزل الأسود" في زولينغن. في: مجلة الفنون آرت بروفيل (Art Profil)، ص. 48–53، العدد رقم 148-2022.

## المتاحف، الأرشيفات، المجموعات العامة
تُحفَظ لوحات الفنان إرفين بوفين ومخطوطاته في العديد من المتاحف والأرشيفات والمجموعات العامة في مختلف البلدان الأوروبية. توجد في هولندا لوحاتٌ في متحف ريجكس أمستردام، وفي أرشيف المحفوظات الملكية في لاهاي، وفي المتحف الفريزي الغربي في هوورن، وفي متحف فان إجموند في إجموند آن/زيه. وتوجد المواد الأرشيفية في الأرشيف الإقليمي ألكمار وفي أرشيف معهد هولندا لتاريخ الفن (RKD) في لاهاي. وتوجد في ألمانيا لوحاتٌ للفنان في المجموعة الفنية لولاية شمال الراين ويستفاليا، في المتحف الفني في زولينغن، وفي المجموعة الفنية للمدينة في ڤايل أم راين، وفي متحف نوردفريزلاند في نيسنهاوس هوسوم، وفي متحف الدول الثلاث (سابقًا متحف موزيوم أم بورجهوف) في لوراخ، وفي المتحف الوطني للدائرة في شبرنجه/دايستر، وفي المجموعة الفنية للمدينة هان-موندين وفي المجموعة الفنية لبنك ادخار مدينة زولينغن. وثمة موادٌ أرشيفية في أرشيف المدينة في زولينغن وفي معهد هاينريش هاينه في دوسلدورف. وفي النرويج تمتلك بلدية ألستاهوج (Alstahaug Kommune) مجموعةً كبيرةً من لوحات الفنان. في سويسرا تُحفظ المواد الأرشيفية في أرشيف معهد علم الفن للفنون التاريخية والمعاصرة في سويسرا بمدينة زيورخ (SIK-ISEA).

## الأفلام، المواد الإذاعية
- 1992 حسن بوعبدالله: بتينا هاينن عياش - خطاب إلى إرفين بوفين (بالألمانية: Bettina Heinen-Ayech – Brief an Erwin Bowien). فيلم، زولينغن والجزائر العاصمة، 1992. وتحمل النسخة الفرنسية اسم Bettina Heinen-Ayech – Lettre à Erwin Bowien. تم تضمين الفيلم في المجموعة الرسمية المختارة لمهرجان مونتريال.[29]
- 2010 جورج بايرل. فن الذكريات في صيغة بين شبيسأرت وكارفيندل (بالألمانية: Die Kunst der Erinnerung im Format Zwischen Spessart und Karwendel) لتلفزيون بيه إر[29]
- 2011 جورج بايرل. بيرجديول في آلجوي– كرويتستهال كمكان هروب، 1944، في صيغة وقت لبافاريا (بالألمانية: Bergidyll im Allgäu – Das Kreuzthal als Zufluchtsort, 1944, im Format Zeit für Bayern). مدة التشغيل حوالي 53 دقيقة. البث لأول مادة إذاعية في 11 ديسمبر/كانون الأول 2011[29]
- 2015 رودي هولتسبرجر وجورج بايرل. نقطة الهروب في آلجوي. فن الذكريات: إرفين بوفين في كرويتستهال (بالألمانية: Fluchtpunkt im Allgäu. Die Kunst der Erinnerung: Erwin Bowien im Kreuzthal). مدة التشغيل: 53 دقيقة. مؤسسة بايرل - كومبفيل - هولتسبرجر. العرض الأول للفيلم في 21 أكتوبر/تشرين الأول 2015 في سينما مكسيم في ميونيخ[29]

## روابط الويب
- erwin-bowien.com – الموقع الإلكترونيّ لإرفين يوهانس بوفين
- إرفين بوفين - بطل مستعمرة الفنانين "المنزل الأسود" www.schwarzes-haus.com.
- تجد معلوماتٍ حول إرفين بوفين أيضًا في السيرة الذاتية الألمانية
- كتالوج المكتبة الوطنية الألمانية